# Zoe Gwen Scandalis
Zoe Gwen Scandalis (* 21. September 1993) ist eine ehemalige US-amerikanische Tennisspielerin.

## Karriere
Scandalis, die mit fünf Jahren mit dem Tennisspielen begann, bevorzugte für ihr Spiel den Hartplatz. Sie bestritt hauptsächlich Turniere auf dem ITF Women’s Circuit, bei denen sie fünf Doppeltitel gewonnen hat.
Ihr erstes ITF-Turnier spielte sie Anfang September 2008 in Albuquerque, wo sie in der ersten Runde scheiterte. Ihren ersten Matchgewinn feierte sie im November 2008 in San Diego. Auf der WTA Tour erreichte sie 2011 als Qualifikantin die Hauptrunde des $721.000-Premier-Turniers Mercury Insurance Open in Carlsbad, in der sie in der ersten Runde gegen ihre Landsfrau Christina McHale mit 0:6 und 0:6 verlor. Erfolge im Einzel blieben bislang weitgehend aus. Ihren ersten Doppeltitel gewann sie im Juli 2012 in New Orleans.

## Turniersiege

### Doppel
| Nr. | Datum            | Turnier      | Kategorie   | Belag     | Partnerin       | Finalgegnerinnen                      | Ergebnis          |
| --- | ---------------- | ------------ | ----------- | --------- | --------------- | ------------------------------------- | ----------------- |
| 1.  | 28. Juli 2012    | New Orleans  | ITF $10.000 | Hartplatz | Macall Harkins  | Roxanne Ellison Sierra Ellison        | 7:5, 6:2          |
| 2.  | 14. Juni 2015    | Quintana Roo | ITF $10.000 | Hartplatz | Macall Harkins  | Victoria Bosio Montserrat González    | 6:4, 3:6, [10:6]  |
| 3.  | 20. Juni 2015    | Manzanillo   | ITF $10.000 | Hartplatz | Renata Zarazúa  | Bárbara Gatica Stephanie Mariel Petit | 6:1, 6:2          |
| 4.  | 26. Juni 2015    | Manzanillo   | ITF $10.000 | Hartplatz | Camila Fuentes  | Carolina Betancourt Daniela Seguel    | 6:3, 5:7, [12:10] |
| 5.  | 9. Dezember 2017 | Stellenbosch | ITF $15.000 | Hartplatz | Monica Robinson | Petra Januskova Madeleine Kobelt      | 2:6, 6:4, [10:4]  |